# تسلا للإضاءة الكهربائية والتصنيع
تسلا للإضاءة الكهربائية والتصنيع هي شركة للإضاءة الكهربية تأسست في راهواي بولاية نيوجيرزي بالولايات المتحدة، وعملت من ديسمبر 1884 م حتى سنة 1886 م.

## تاريخها
بدأت الشركة عملها من مقرها في شارع إيرفينغ في راهواي بولاية نيوجيرزي في ديسمبر 1884 بعد أن ترك المخترع نيكولا تسلا عمله لدى توماس إديسون بعد أن اختلفا على مبلغ من المال. كانت الشركة عبارة عن شراكة بين تسلا وروبرت لين وبنجامين فال، وبعد نجاح تسلا في تصميم نظام المصباح القوسي، تنامى هذا القطاع بسرعة، وتم الاعتماد عليه في الإضاءة الخارجية. صمم تسلا مصباحًا قوسًا ذي ضابط تلقائي وطوّر الدينامو. كانت تلك أولى براءات اختراع تسلا في الولايات المتحدة. وبحلول سنة 1886 م، أنشأ تسلا محطة مركزية لإضاءة شوارع راهواي، إضافة إلى عدد من المصانع.
لم يبد شُركاء تسلا اهتمامًا بأفكاره الجديدة حول أنواع جديدة من المحركات وأجهزة النقل الكهربائي، كما أن سوق الإضاءة الكهربائية كان تحت سيطرة شركتي برش وتومسون-هيوستون للإضاءة الكهربائية، مما جعلهما يُفضّلا تطوير الخدمات الكهربائية بدلاً من اختراع أنظمة جديدة. وبحلول خريف 1886 م، أسسا شركتهما الخاصة، لتنتهي شركة تسلا للإضاءة الكهربائية والتصنيع مع إفلاس تسلا نفسه، بل وفقد تسلا حقوق براءات اختراعاته حيث كان قد سجّلها باسم الشركة بدلاً من تسجيلها باسمه.

## براءات الاختراع
سجّل تسلا براءات الاختراع التالية لمصلحة الشركة منها:
- U.S. Patent 334٬823 - عاكس للتيار لآلات المولدات الكهربائية - 26 يناير 1886 م.
- U.S. Patent 350٬954 - منظم لآلات المولدات الكهربائية - 19 أكتوبر 1886 م.
- U.S. Patent 335٬786 - مصباح قوسي كهربائي - 9 فبراير 1886 م.